# 侯赛因王朝
侯赛因王朝，是一個克里特土耳其人起源的突尼西亞王朝。
王朝建立者侯赛因·伊本·阿里於1705年推翻了穆拉德王朝，建立了臣服鄂圖曼土耳其但內部自治的王朝，該王朝在1881年成為法屬突尼斯保護國。
1956年突尼斯於法國手中獨立，1957年君主制被推翻，成立突尼斯共和国。